# Ry (Seine-Maritime)
Pour les articles homonymes, voir Ry.
Ne doit pas être confondu avec Ri (Orne) ou Ryes.
Ry  est une commune française située dans le département de la Seine-Maritime en région Normandie.

## Géographie

### Localisation
|                        | Saint-Aignan-sur-Ry     | Saint-Denis-le-Thiboult |
| Grainville-sur-Ry      | Ry                      | Saint-Denis-le-Thiboult |
| Martainville-Épreville | Saint-Denis-le-Thiboult | Saint-Denis-le-Thiboult |

Ry est située à l'est de Rouen dans la vallée du Crevon. Ry est à 14 km de Buchy et de Fleury-sur-Andelle, à 15 km de Lyons-la-Forêt, à 16 km de Darnétal et à 20 km de Rouen. Le sentier de grande randonnée 25 traverse la commune.

### Hydrographie
La commune est située dans le bassin Seine-Normandie. Elle est drainée par le Crevon, le cours d'eau 01 de la commune de Ry et divers autres petits cours d'eau,.
Le Crevon, d'une longueur de 16 km, prend sa source dans la commune de Saint-Germain-des-Essourts et se jette  dans l'Andelle à Vascœuil, après avoir traversé sept communes. 

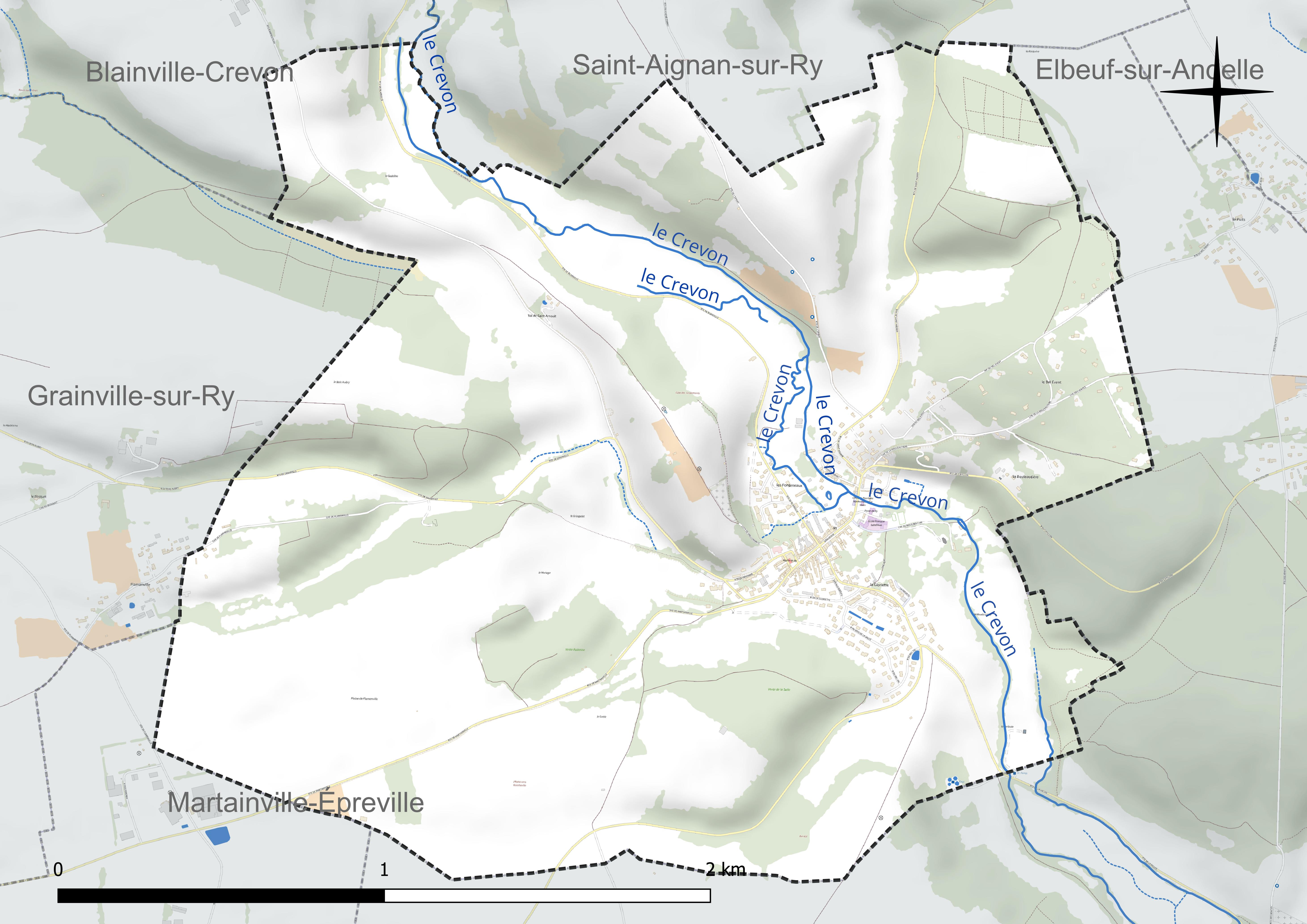
Réseau hydrographique de Ry.

### Climat
Pour des articles plus généraux, voir Climat de la Normandie et Climat de la Seine-Maritime.
En 2010, le climat de la commune est de type climat océanique dégradé des plaines du Centre et du Nord, selon une étude du CNRS s'appuyant sur une série de données couvrant la période 1971-2000. En 2020, Météo-France publie une typologie des climats de la France métropolitaine dans laquelle la commune est exposée à un climat océanique et est dans la région climatique Côtes de la Manche orientale, caractérisée par un faible ensoleillement (1 550 h/an) ; forte humidité de l’air (plus de 20 h/jour avec humidité relative > 80 % en hiver), vents forts fréquents. Parallèlement le GIEC normand, un groupe régional d’experts sur le climat, différencie quant à lui, dans une étude de 2020, trois grands types de climats pour la région Normandie, nuancés à une échelle plus fine par les facteurs géographiques locaux. La commune est, selon ce zonage, exposée à un « climat maritime », correspondant au Pays de Caux, frais, humide et pluvieux, légèrement plus frais que dans le Cotentin.
Pour la période 1971-2000, la température annuelle moyenne est de 10,7 °C, avec une amplitude thermique annuelle de 14,2 °C. Le cumul annuel moyen de précipitations est de 784 mm, avec 12,6 jours de précipitations en janvier et 8 jours en juillet. Pour la période 1991-2020, la température moyenne annuelle observée sur la station météorologique la plus proche, située sur la commune de Boos à 14 km à vol d'oiseau, est de 10,9 °C et le cumul annuel moyen de précipitations est de 847,5 mm,. Pour l'avenir, les paramètres climatiques de la commune estimés pour 2050 selon différents scénarios d’émission de gaz à effet de serre sont consultables sur un site dédié publié par Météo-France en novembre 2022.

## Urbanisme

### Typologie
Au 1er janvier 2024, Ry est catégorisée commune rurale à habitat dispersé, selon la nouvelle grille communale de densité à sept niveaux définie par l'Insee en 2022.
Elle est située hors unité urbaine. Par ailleurs la commune fait partie de l'aire d'attraction de Rouen, dont elle est une commune de la couronne,. Cette aire, qui regroupe 317 communes, est catégorisée dans les aires de 200 000 à moins de 700 000 habitants,.

### Occupation des sols
L'occupation des sols de la commune, telle qu'elle ressort de la base de données européenne d’occupation biophysique des sols Corine Land Cover (CLC), est marquée par l'importance des territoires agricoles (69,6 % en 2018), une proportion sensiblement équivalente à celle de 1990 (70 %). La répartition détaillée en 2018 est la suivante : 
prairies (34,9 %), forêts (25,5 %), terres arables (25,1 %), zones agricoles hétérogènes (9,6 %), zones urbanisées (5 %). L'évolution de l’occupation des sols de la commune et de ses infrastructures peut être observée sur les différentes représentations cartographiques du territoire : la carte de Cassini (XVIIIe siècle), la carte d'état-major (1820-1866) et les cartes ou photos aériennes de l'IGN pour la période actuelle (1950 à aujourd'hui).

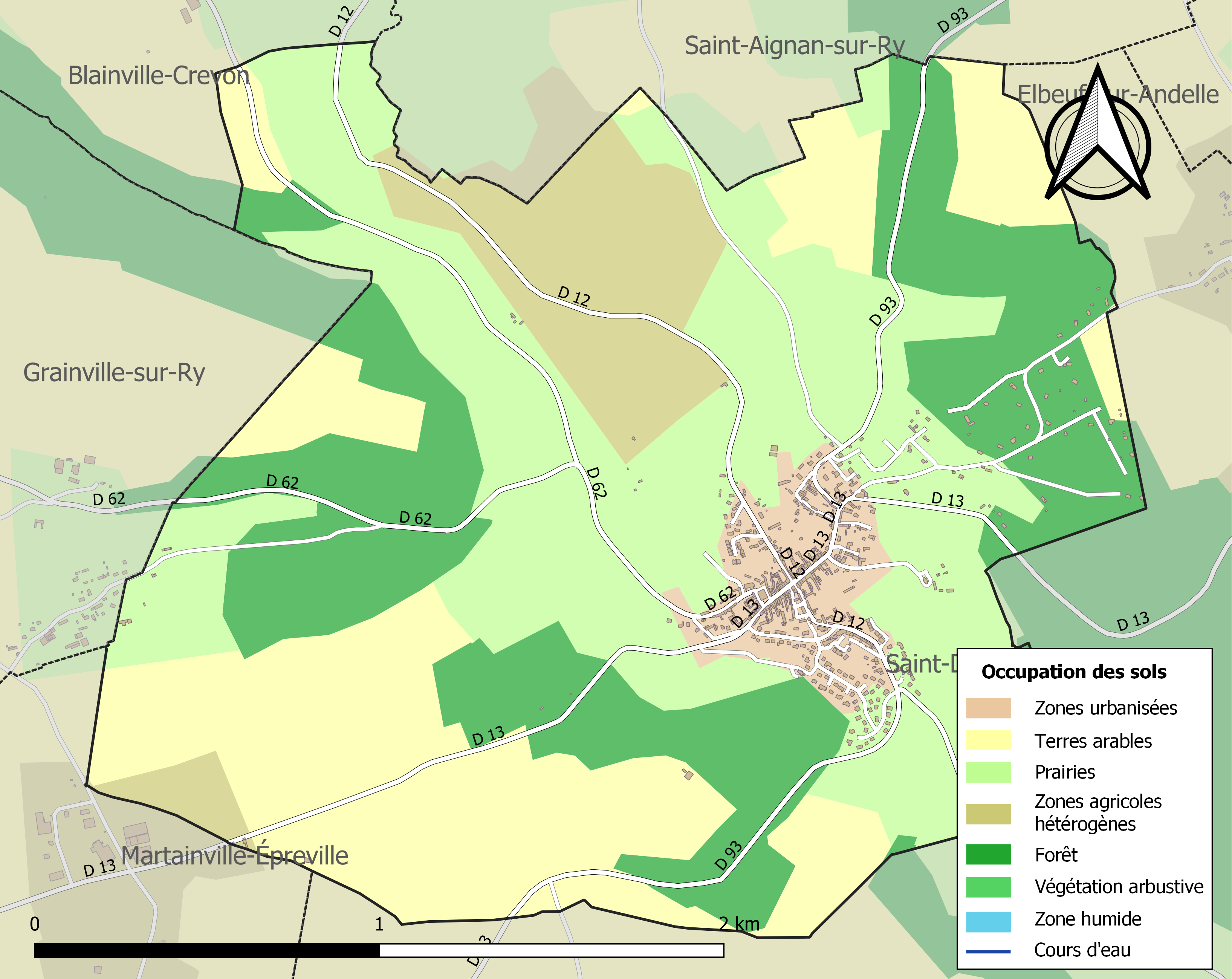
Carte des infrastructures et de l'occupation des sols de la commune en 2018 (CLC).

## Toponymie
Le nom de la localité est attesté sous les formes Ri vers 1190, Ricum en 1236, Ry en 1319, Saint Soupplix de Ry en 1466, Saint Soupplis de Ry en 1496, 1497 et en 1502, Saint Souplice de Ry en 1546, Saint Sulpice de Ry en 1641, Ry en 1715.
Du gaulois rito- > ritum « gué », comme Rai (Orne) Reti 1050 ou Roy-Boissy (Oise) Rei 1137. Hypothèse corroborée par la situation du village au bord du Crevon.
Cependant, la forme ricum peut être juste, d'autant plus qu'elle ressemble à celle de Ryes (Calvados) Rigia 1060, terme sans doute celtique apparenté à *rica « sillon », qui a donné « raie » en français.
Homonymie avec Rye (Jura).

## Histoire

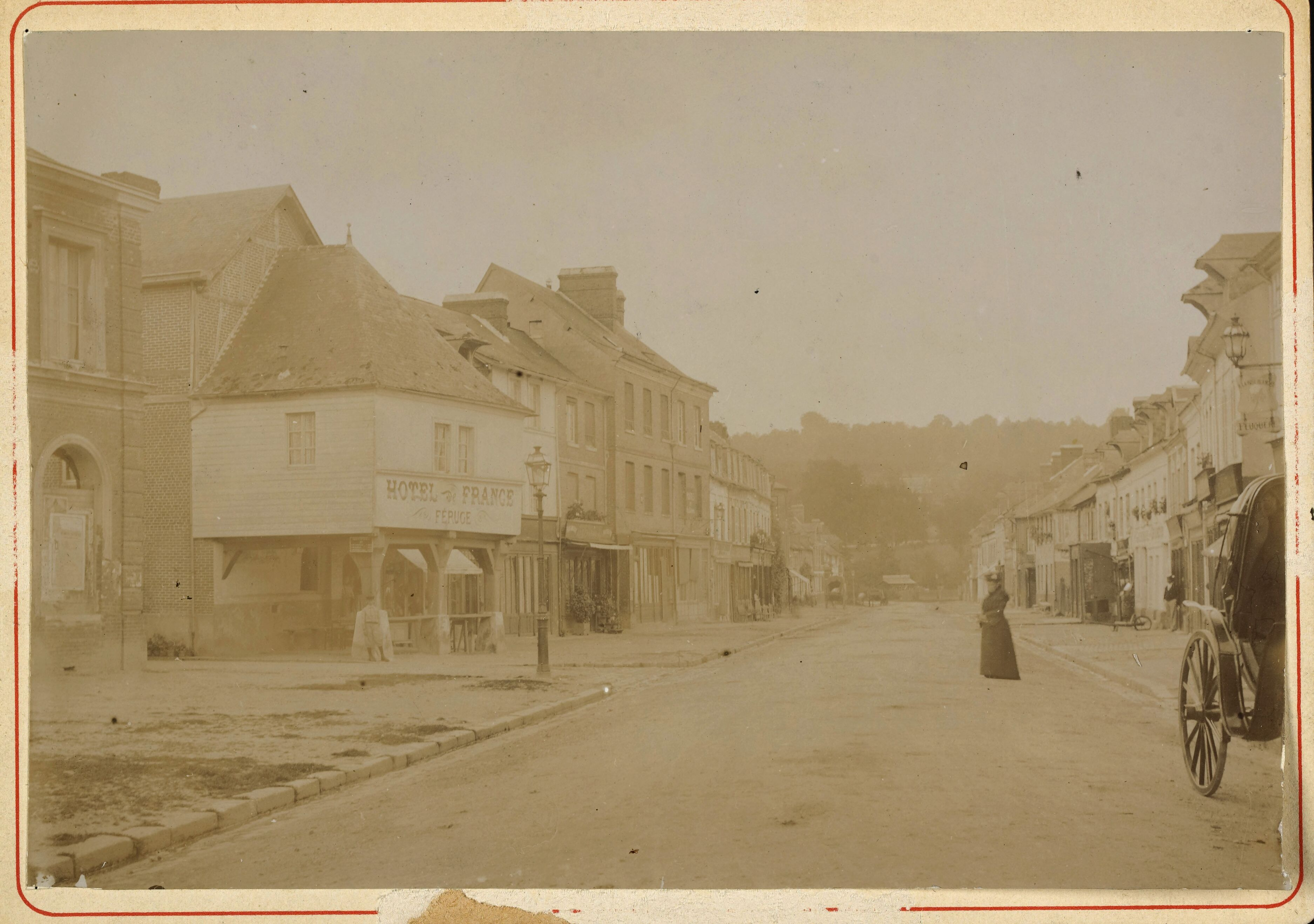
La Grande rue de Ry au XIXe siècle par Louis Feuquière.

Ry fut chef-lieu de canton durant la Révolution (de 1790 au 8 pluviôse an IX (28 janvier 1801)).

## Politique et administration
| Période                                  | Période                    | Identité              | Étiquette   | Qualité                                         |
| ---------------------------------------- | -------------------------- | --------------------- | ----------- | ----------------------------------------------- |
| Les données manquantes sont à compléter. |                            |                       |             |                                                 |
| 1819                                     |                            | Thomas                |             | Notaire                                         |
| 26 mars 1848                             | 11 mai 1871                | Alexandre Corroyer    |             |                                                 |
| 1876                                     | 1886                       | Thibault              |             | Médecin                                         |
| 1889                                     | décembre 1895              | François Dequinnemare |             |                                                 |
| décembre 1895                            | 1908                       | Eugène Grivet         |             |                                                 |
| 1908                                     | 25 novembre 1922           | Stéphane Asselin      |             | Médecin                                         |
| 31 décembre 1922                         | 1938                       | Albert Morin          | Républicain | Propriétaire                                    |
| 1956                                     | 1968                       | Asselin               |             |                                                 |
| 1974                                     |                            | Lazar Meir            |             | Médecin                                         |
| Les données manquantes sont à compléter. |                            |                       |             |                                                 |
| mars 1983                                | 2014                       | Jean-Pierre Auzou     | SE          | Retraité                                        |
| avril 2014                               | En cours (au 10 août 2020) | Christophe Hoguet     | Horizons    | Cadre dirigeant Réélu pour le mandat 2020-2026, |

## Démographie
L'évolution du nombre d'habitants est connue à travers les recensements de la population effectués dans la commune depuis 1793. Pour les communes de moins de 10 000 habitants, une enquête de recensement portant sur toute la population est réalisée tous les cinq ans, les populations de référence des années intermédiaires étant quant à elles estimées par interpolation ou extrapolation. Pour la commune, le premier recensement exhaustif entrant dans le cadre du nouveau dispositif a été réalisé en 2005.

En 2022, la commune comptait 786 habitants, en évolution de +10,55 % par rapport à 2016 (Seine-Maritime : +0,35 %, France hors Mayotte : +2,11 %).
| 1793 | 1800 | 1806 | 1821 | 1831 | 1836 | 1841 | 1846 | 1851 |
| ---- | ---- | ---- | ---- | ---- | ---- | ---- | ---- | ---- |
| 416  | 322  | 315  | 315  | 438  | 452  | 467  | 511  | 501  |

| 1856 | 1861 | 1866 | 1872 | 1876 | 1881 | 1886 | 1891 | 1896 |
| ---- | ---- | ---- | ---- | ---- | ---- | ---- | ---- | ---- |
| 521  | 460  | 455  | 458  | 510  | 471  | 487  | 467  | 497  |

| 1901 | 1906 | 1911 | 1921 | 1926 | 1931 | 1936 | 1946 | 1954 |
| ---- | ---- | ---- | ---- | ---- | ---- | ---- | ---- | ---- |
| 494  | 499  | 488  | 437  | 425  | 422  | 449  | 568  | 495  |

| 1962 | 1968 | 1975 | 1982 | 1990 | 1999 | 2005 | 2006 | 2010 |
| ---- | ---- | ---- | ---- | ---- | ---- | ---- | ---- | ---- |
| 522  | 527  | 525  | 544  | 610  | 605  | 687  | 688  | 799  |

| 2015 | 2020 | 2022 | - | - | - | - | - | - |
| ---- | ---- | ---- | - | - | - | - | - | - |
| 718  | 760  | 786  | - | - | - | - | - | - |

## Culture locale et patrimoine

### Lieux et monuments

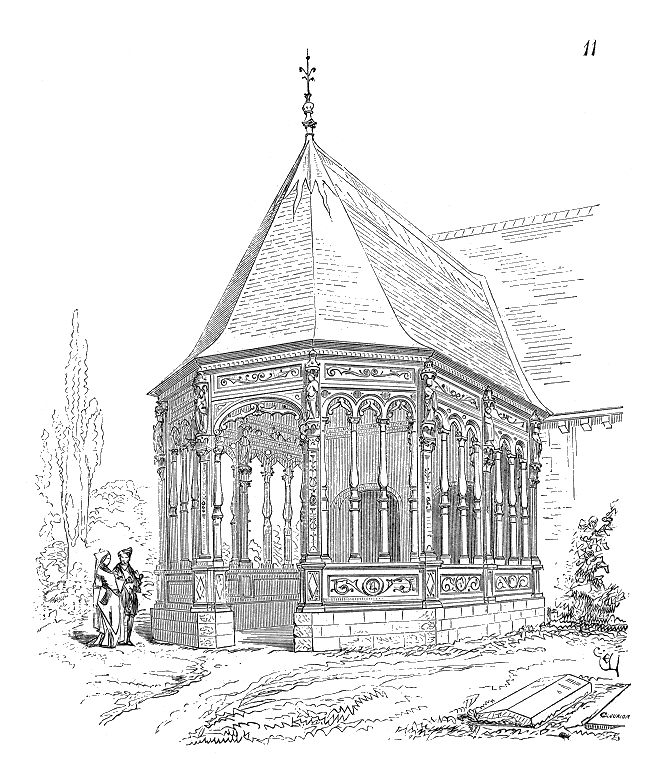
Le porche de l'église de Ry (1856).

- Église Saint-Sulpice avec tour carrée du XIIe siècle et porche Renaissance[26].
- Monument aux morts (1921).
- Maison rurale d’expérimentation sociétaire (Phalanstère d'enfants), créée par le fouriériste Adolphe Jouanne dans la seconde moitié du XIXe siècle. C'est l'ancienne gendarmerie.
- Galerie Bovary, Musée d'automates (créé en 1977, fermé en 2018).

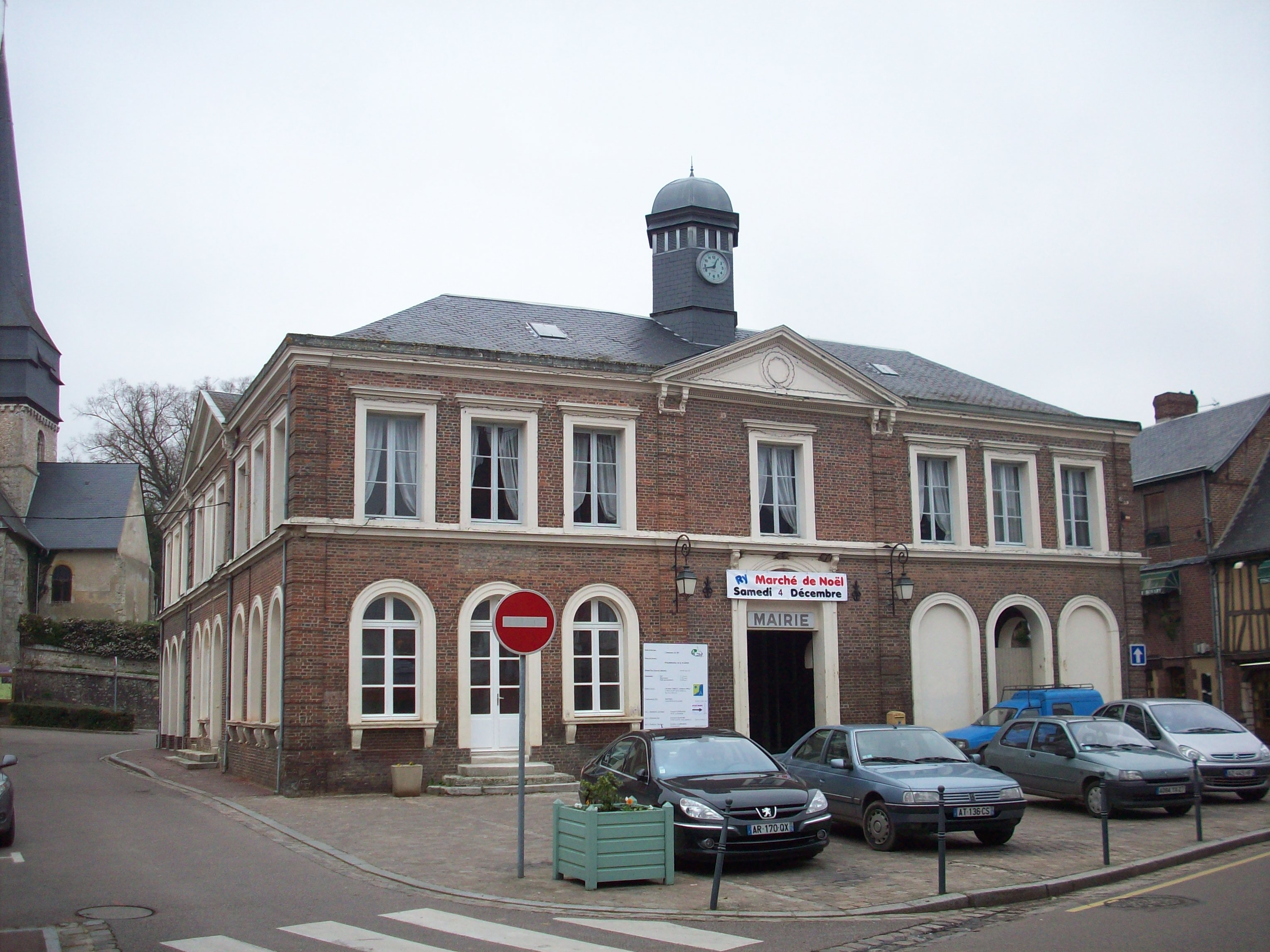
Mairie halle de Ry.
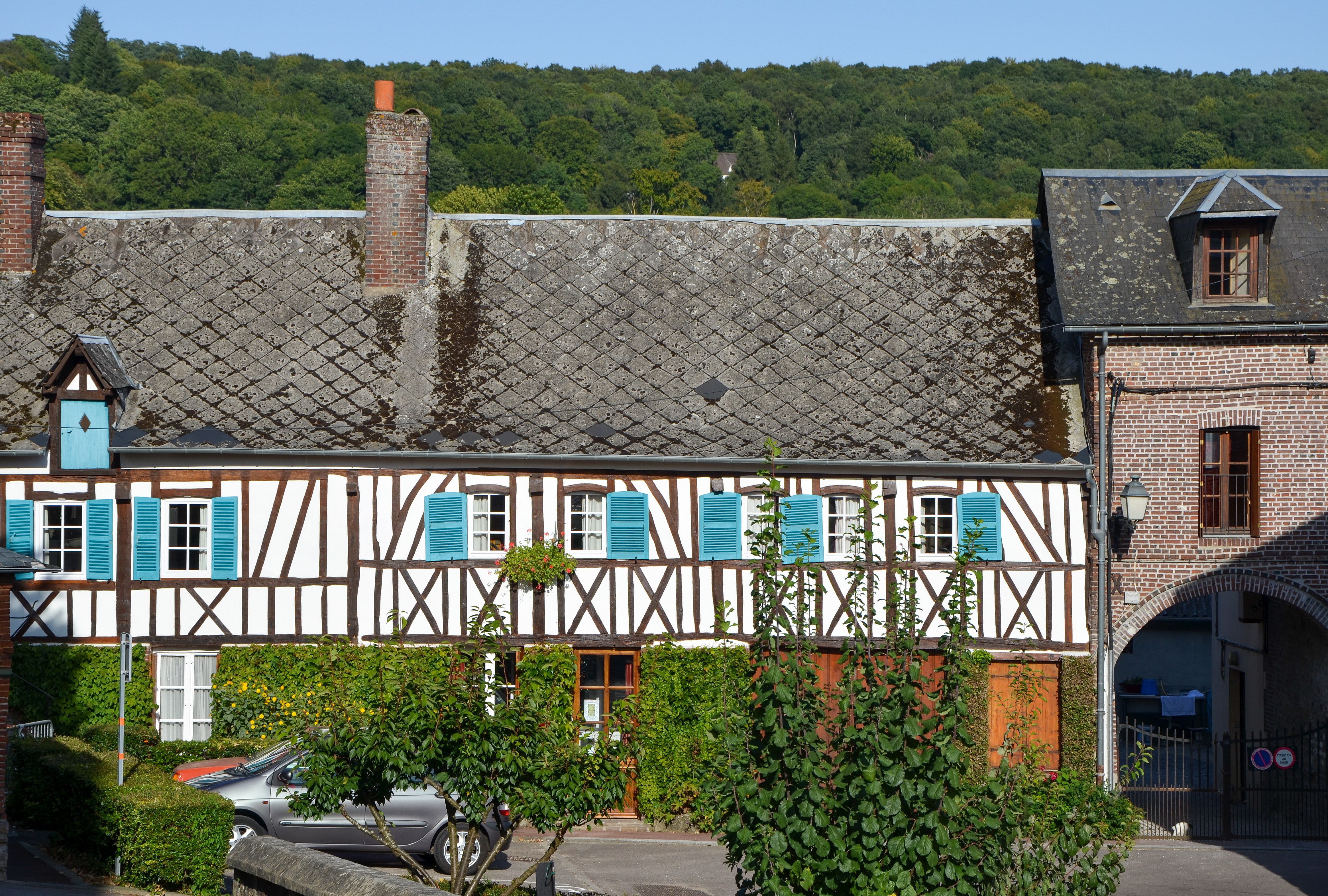
Maison de Ry.

### Personnalités liées à la commune
- René Vérard dans ses ouvrages, Ry, pays de Madame Bovary, Épilogue de "L'affaire Bovary" : La victoire de Ry, estime que Gustave Flaubert se serait inspiré de Ry pour créer le village d’Yonville-l'Abbaye dans son roman Madame Bovary.
- La courte vie de Delphine Delamare aurait inspiré le personnage d'Emma Bovary.
- Adolphe Jouanne aurait servi de prototype au pharmacien Homais.
- Maurice Fongueuse, artiste peintre né à Ry.